# Craig Logan
Craig Logan (Skócia, 1969. április 22. –) skót zenész, zeneigazgató. Pályafutását a Bros zenekarban kezdte, mint basszusgitáros. Beceneve a zenekarban Ken volt.

## Életpályája
Karrierjét a Bros nevű fiúzenekarban kezdte, mint basszusgitáros, azonban 1989-ben elhagyta a zenekart, mert krónikus fáradtság szindrómában szenvedett.  Ezek után mint dalszerző tevékenykedett Kim Appleby Don't Worry című dalában, melyet Ivor Novello díjra jelölték. 25 éves korában Logan csatlakozott az EMI Music kiadóhoz. Ebben az időben dolgozott együtt Robbie Williamsszel, Tina Turnerrel, és Garth Brooksszal is. 
1999-ben Logan elhagyta az EMI kiadót és Roger Daviesszel kezdett dolgozni, és együtt olyan művészeknek adtak ki lemezeket, mint Sade, Tina Turner, Joe Cocker, M People, és Pink 
2006-ban Logan a SONY BMG UK (jelenleg Sony Music) csatlakozott, mint az RCA Label Group igazgatója lett. 
2010-ben Logan elhagyta a Sony Music-ot, és saját cégét alapította meg Logan Media Entertainment néven, melynek irodái Londonban és Los Angelesben vannak. A név alá olyan művészek tartoznak, mint Dido, Anastacia, Cher Lloyd, Aston Merrygold, Andreya Triana és My Crazy Girlfriend.